# Пархаевка
Пархаевка — деревня в Промышленновском районе Кемеровской области. Входит в состав Пушкинского сельского поселения.

## География
Центральная часть населённого пункта расположена на высоте 233 метров над уровнем моря.

## Население
По данным Всероссийской переписи населения 2010 года, в деревне Пархаевка проживает 245 человек (124 мужчины, 121 женщина).